# Mammouth nain
Mammuthus exilis
Espèce
Le mammouth nain (Mammuthus exilis) est une espèce éteinte de la famille des éléphantidés.

## Description
Le mammouth nain a vécu environ de -30 000 ans à -12 000 ans avant notre ère sur les Channel Islands de Californie et montre des formes de nanisme insulaire, similaire à celle du renard gris insulaire, qui y est toujours présent. La hauteur au garrot du mammouth nain allait de 1,20 m à 1,80 m alors que les mammouths qui lui sont apparentés étaient presque trois fois plus hauts. Le mammouth nain atteignait au maximum une tonne. C'était un parent proche du Mammouth de Colomb dix fois plus massif.
Le nanisme insulaire est un phénomène fort répandu y compris chez les espèces d'éléphants, que leur bonne aptitude à la nage amène à coloniser des îles assez isolées. La remontée générale du niveau des mers à la fin des périodes glaciaires a pu aussi isoler des populations, par exemple dans l'île sibérienne de Wrangel où une forme naine de mammouth laineux a vécu jusqu'à environ 2000 av. J.-C. Dans les îles de la Méditerranée vivait autrefois une espèce d'éléphant nain, et de même dans certaines îles indonésiennes comme Komodo ou Florès. On connaît aussi une forme naine insulaire de mastodontes. Le nanisme insulaire est une adaptation au manque de nourriture et à l'absence de prédateurs.

## Sources
1. ↑  Laurent Sacco, « Un étonnant crâne de mammouth découvert en Californie », sur Futura Sciences.com, 20 septembre 2016 (consulté le 29 janvier 2018).
2. ↑  S. L. Vartanyan, Kh. A. Arslanov, T. V. Tertychnaya et S. B. Chernov, « Radiocarbon Dating Evidence for Mammoths on Wrangel Island, Arctic Ocean, until 2000 BC », Radiocarbon, Volume 37, Number 1, 1995, pp. 1-6.

- (de) Cet article est partiellement ou en totalité issu de l’article de Wikipédia en allemand intitulé « Zwergmammut » (voir la liste des auteurs).